# Santa Quitéria Futebol Clube
Maillots
Le Santa Quitéria Futebol Clube est un club brésilien de football basé à Santa Quitéria do Maranhão dans l'État du Maranhão.

## Palmarès
- Championnat du Maranhão de football de deuxième division :
  - Champion : 2005